# Mila Kunis
Milena Markovna Kunis (en rus Милена Маркoвна Кунис; en ucraïnès Міле́на Ма́рківна Ку́ніс), més coneguda com a Mila Kunis (Txernivtsí, 14 d'agost de 1983) és una actriu estatunidenca nascuda a Ucraïna. És coneguda pel seu paper de la Jackie Burkhart a la sèrie That '70s Show i ser la veu de Meg Griffin en Family Guy. Al cinema, ha destacat com a Solara a El llibre d'Eli i Lilly a El cigne negre.

## Biografia
Kunis nasqué el 14 d'agost de 1983 a Txernivtsí, RSS d'Ucraïna (actualment Ucraïna) procedent d'una família jueva. Filla d'Elvira, professora de física i Mark Kunis, enginyer mecànic. Té un germà més gran que ella, Michael. La seva família es va traslladar a Los Angeles en 1991 amb el divorci de la seva mare i el seu pare. Ella digué que va estar millorant el seu nivell d'anglès mirant The Price is Right. A Los Angeles, va estudiar al Hubert Howe Bancroft Middle School.Estudiava amb un tutor particular mentre treballava en la producció de la sèrie That 70's Show; quan no estava treballant, assistia a la Fairfax Senior High School.

## Carrera
Als nou anys començà a rebre classes d'interpretació, després del col·legi en Beverly Hills Studios, on conegué a la seva primera i actual mànager, Susan Curtis. Començà apareixent en pòsters, catàlegs i anuncis de televisió anunciant productes infantils com ara els de Lisa Frank, nines Barbie i sabates Paylesss. També va treballar com a model per a Guess?, Girls Clothing Campaign. El seu primer paper interpretatiu i televisiu fou com la jove Hope Williams al capítol de la popular Soap opera Days of Our Lives.
Abans d'actuar en That 70's Show, Kunis aparegué en algunes pel·lícules com Santa With Muscles, Honey, We Shrunk Ourselves com a personatge secundari i a la pel·lícula d'Angelina Jolie, Gia. També tingué un xicotet paper en 7th Heaven com la nemesis de Lucy.
Kunis fou coneguda després d'eixir en la sèrie That 70's Show en 1998. Durant les audicions, la gent del càsting va requerir que el paper interpretatiu per a la sèrie fóra d'una noia d'almenys 17 anys, de manera que Kunis s'hi va inscriure després d'haver complert els 17 anys necessaris (encara que mai va especificar la data del seu naixement). Després de rebre el seu part, renuncià al paper, malgrat haver enganyat als directors tot això va aconseguir eixe paper per la seva creativitat tot i la seva edat, guanyant-se als directors del càsting malgrat que en realitat tenia 14 anys en comptes dels 17 que buscaven.
Ella va tenir 14 anys a les proves i va complir 15 quan el programa va començar a filmar-se: quan el productor li va dir: "vas dir que vindries amb 17 anys", ella respongué "en faré 17". Fou nominada per al Teen Choice Award per la interpretació de Jackie, de set premis sols va obtenir-ne un.
Kunis és la veu de Meg Griffin en la sèrie animada Family Guy rebrent en 2007 una nominació Annie Award, i altres personatges del programa d'Adult Swing Robot Chicken. En els videojocs va posar la veu a Tanya en el joc Saints Row i també va deixar la seva veu a Meg en l'adaptació del videojoc de Family Guy.
També va aparèixer en videoclips com d'Aerosmith Jadded, Vitamine C The Itch, The Strokes The End Has No End i Mam Taylor junt a Joel Madden LA Girls eixint junt a Carmen Electra.
Kunis fou model per algunes revistes, entre elles, Stuff i Maxim.
Pel que fa a les aparicions en pel·lícules va tenir papers interpretatius molt importants en Get Over It juntament a Kirsten Dunst, American Psycho II: All American Girl amb William Shatner, After Sex, Boot Camp, i Moving McAllister amb John Heder
Les seves actuacions més recents van ser la interpretació de Rachel Jansen a la pel·lícula de 2008 Passo de tu (Forgetting Sarah Marshall), compartint cartell amb Jason Segel, Kristen Bell, Russell Brand, Jonah Hill i Bill Hader. La seva interpretació va rebre una nominació per al Teen Choice Award. En 2008 va compartir cartell juntament a Mark Wahlberg i Ludacris a la pel·lícula Max Payne.

## Filmografia principal
| Any       | Títol                                                         | Notes |
| --------- | ------------------------------------------------------------- | --- |
| 1995      | Piranyes! (Piranha)                                           | telefilm |
| 1996      | Santa with Muscles                                            | |
| 1997      | Honey, We Shrunk Ourselves                                    | |
| 1998      | Krippendorf's Tribe                                           | |
| 1998      | Gia                                                           | telefilm |
| 1998–2006 | That '70s Show                                                | sèrie de televisió |
| 1999–     | Family Guy                                                    | sèrie de televisió. Veu de Meg Griffin                                                                                               |
| 2001      | Get Over It                                                   | |
| 2002      | American Psycho 2 (American Psycho 2: All American Girl)      | |
| 2004      | Tony n' Tina's Wedding                                        | |
| 2005      | Stewie Griffin: The Untold Story                              | |
| 2007      | After Sex                                                     | |
| 2007      | Moving McAllister                                             | |
| 2008      | Boot Camp                                                     | |
| 2008      | Passo de tu (Forgetting Sarah Marshall)                       | |
| 2008      | Max Payne                                                     | |
| 2009      | Extract                                                       | |
| 2010      | El llibre d'Eli (The Book of Eli)                             | |
| 2010      | Date Night                                                    | |
| 2010      | El cigne negre (Black Swan)                                   | Premi Marcello Mastroianni a la 67a Mostra Internacional de Cinema de Venècia Nominació al Globus d'Or a la millor actriu secundària |
| 2011      | Amics amb dret a alguna cosa més (Friends with Benefits)      | |
| 2012      | Ted                                                           | |
| 2012      | The Color of Time                                             | |
| 2013      | Oz the Great and Powerful                                     | |
| 2013      | Blood Ties                                                    | |
| 2013      | Third Person                                                  | |
| 2014      | L'home més enfadat de Brooklyn (The Angriest Man in Brooklyn) | també productora executiva |
| 2014      | Annie                                                         | cameo |
| 2015      | El destí de Júpiter (Jupiter Ascending)                       | |
| 2016      | Bad Moms                                                      | |
| 2017      | A Bad Moms Christmas                                          | també productora executiva |
| 2018      | The Spy Who Dumped Me                                         | |
| 2019      | El parc màgic (Wonder Park)                                   | |
| 2020      | Four Good Days                                                | |
| 2021      | Breaking News in Yuba County                                  | |
| 2022      | Luckiest Girl Alive                                           | també productora |

## Vida personal
Des del 2002 al 2010 fou parella del protagonista de Sol a casa, Macaulay Culkin. Al 2012 començà a sortir amb Ashton Kutcher i s'hi casà el 4 de juliol de 2015. El 2014 nasqué la seva filla Wyatt Isabelle. El novembre de 2016 nasqué el segon fill de la parella, Dimitri Portwood. El 2018 la parella anuncià que desheretava els seus fills per tal de motivar-los a lluitar per tenir el que han tingut.

## Guardons
- 2010: Premi Marcello Mastroianni al Festival Internacional de Cinema de Venècia per El cigne negre[19]
- 2011: nominació al Globus d'Or a la millor actriu secundària per El cigne negre[19]